# Sophus Michaëlis

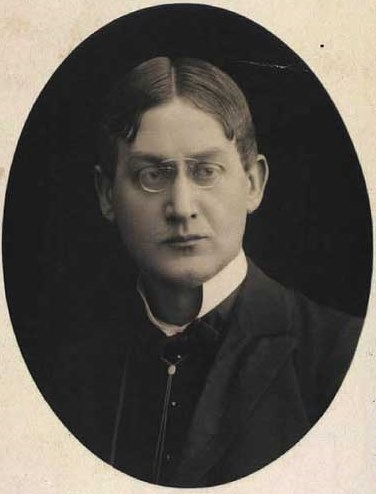
Sophus Michaelis

Sophus August Berthel Michaëlis (* 14. Mai 1865 in Odense; † 28. Januar 1932 in Kopenhagen) war ein dänischer Dichter.

## Leben
Michaelis’ Vater war Deutscher und die Mutter war spanischer Abstammung. Sie starb, als er noch ein kleiner Junge war. Die Betreiber einer Apotheke in seiner Heimatstadt erkannten seine großen Begabungen und sorgten für eine gute Schulausbildung. Nach dem Abitur studierte er Linguistik, Kunstgeschichte und Musik. Reisen nach Italien, Griechenland und Ägypten vertieften seine Kenntnisse der klassischen Kultur dieser Länder. Die vielfältigen Erfahrungen gaben ihm eine solide Basis für historische Romane wie Der ewige Schlaf, der Napoleons Expedition nach Russland schildert. Weitere Werke sind Hellenen und Barbaren (1914). In Revolutionäre Hochzeit meisterte er spektakuläre Inhalte.
Er war in erster Linie ein Dichter, der seine Gefühle in eleganten Versen ausdrücken konnte. Michaelis war in seiner Zeit der beliebteste Schriftsteller seines Landes und seine Werke erreichten zahlreiche Auflagen.
Michaelis war von 1895 bis 1911 mit der dänischen Schriftstellerin Karin Michaëlis verheiratet.

## Werke (Auswahl)
- Poems (1889)
- Synd. Zwei Erzählungen
- Sonnenblumen (1893)
- Sirenen (1898)
- Liefe Festival (1900)
- Wisteria (1913)
- Hellenen und Barbaren (1920)
- Der Richter (1922)

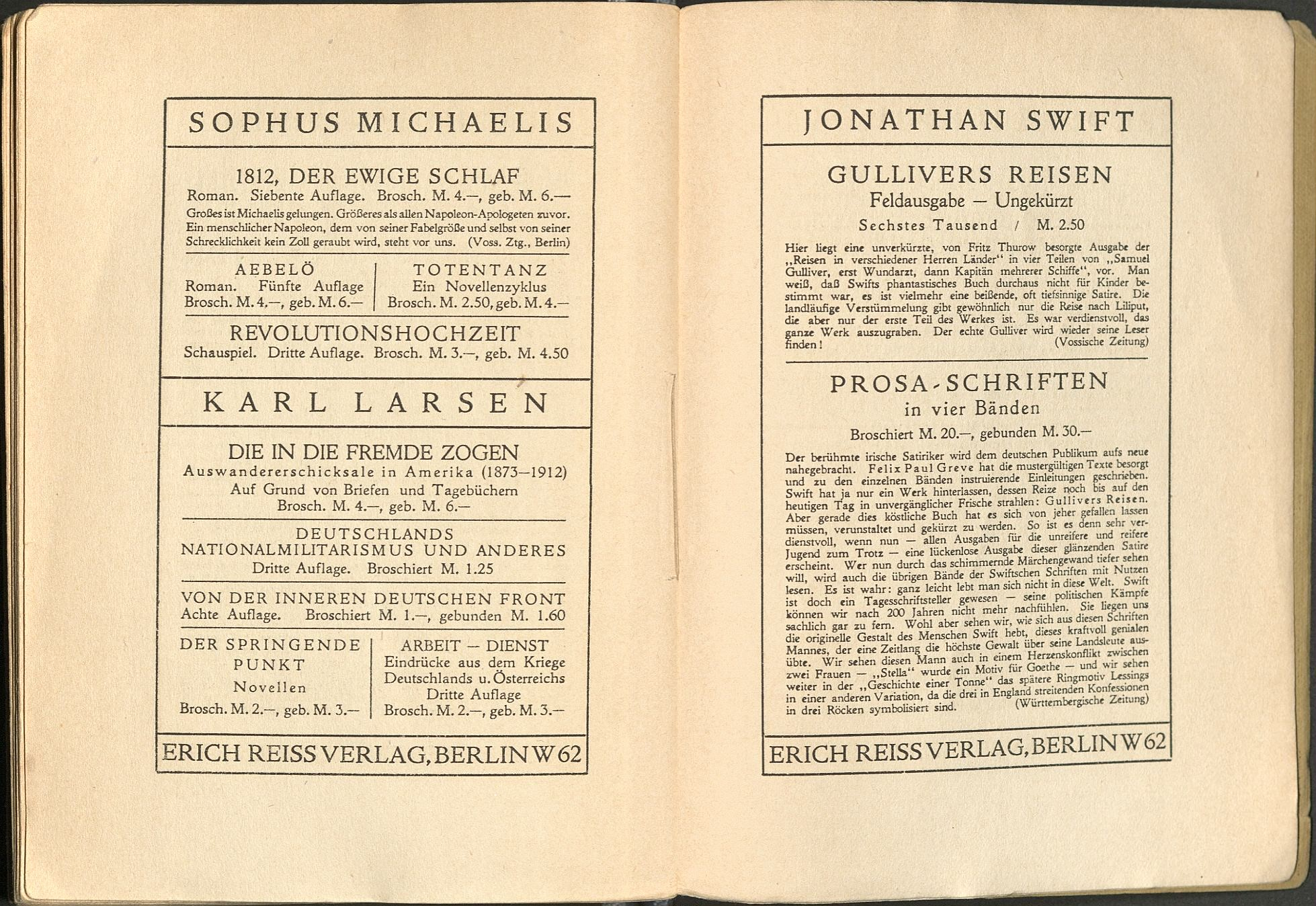
Anzeige bei Erich Reiss (1918)

- Das Himmelsschiff (1926, siehe auch Das Himmelsschiff)
- Römerquelle (1927)

## Quelle
- Karin Michaelis: Der kleine Kobold – Lebenserinnerungen, Freiburg im Breisgau 1998